# 곰돌이 푸 다시 만나 행복해
《곰돌이 푸 다시 만나 행복해》(영어: Christopher Robin)는 2018년 개봉한 미국의 판타지, 코미디 드라마 영화이다. 마르크 포르스터가 감독을 맡았으며, A. A. 밀른 & E. H. 셰퍼드가 1926년에 출간한 소설 《곰돌이 푸》와 디즈니의 《곰돌이 푸의 모험》이 영화의 원작이다.

## 줄거리
크리스토퍼 로빈이 기숙학교로 떠나기 전 100 에이커 숲의 살아있는 장난감 친구들이 그에게 송별회를 열어준 후, 크리스토퍼 로빈은 곰돌이 푸에게 자신을 절대 잊지 않을 것이라고 안심시킨다. 그럼에도 불구하고, 학교에서의 힘든 경험과 아버지의 죽음은 그를 성숙하게 만들고, 그는 곧 100 에이커 숲 친구들을 잊는다. 그는 나중에 건축가 에블린과 결혼하여 매들린이라는 딸을 낳고, 제2차 세계 대전 동안 영국 육군에 복무한 후 런던의 윈슬로 러기지에서 효율성 담당 이사로 일하며 의도치 않게 가족을 등한시한다. 크리스토퍼의 상사인 자일스 윈슬로 주니어는 그에게 비용을 20% 줄이고, 주로 해고할 직원을 선택하여 월요일에 계획을 발표하라고 지시한다. 크리스토퍼는 여름이 끝나는 주말에 서식스주에 있는 시골 별장에서 가족과 합류하는 것을 놓친다.
다음 날 아침, 푸는 친구들이 사라진 것을 발견하고 잠에서 깬다. 그들을 찾아 크리스토퍼가 보통 나왔던 문으로 들어가 런던에 도착한다. 푸는 크리스토퍼와 재회하고, 크리스토퍼는 푸를 보고 놀라지만 그를 집으로 데려간 후 다음 날 기차를 타고 서식스로 돌아간다. 별장을 지나 100 에이커 숲으로 들어간다. 푸는 크리스토퍼의 나침반을 돌려주려다 크리스토퍼의 서류가방에 걸려 넘어져 서류들을 쏟는다. 크리스토퍼는 푸에게 자신이 성숙해졌다고 화를 내며 말하지만, 그들은 안개 속에서 헤어진다. 크리스토퍼는 비로 인해 물이 찬 헤파럼프 함정에 빠진다.
크리스토퍼는 이요르와 피글렛을 발견하고, 그들은 그를 다른 친구들에게 데려간다. 친구들은 자신들이 헤파럼프라고 믿는 것에서 피하고 통나무 속에 숨어 있었지만, 그것은 사실 아울의 집에서 떨어진 녹슨 풍향계의 삐걱거리는 소리였다. 크리스토퍼는 자신의 정체를 친구들에게 설득할 수 없자, 헤파럼프를 물리치는 척하여 그들의 마음을 얻는다. 푸와 재회했을 때, 크리스토퍼는 아까의 분노에 대해 사과하고 자신의 곤경을 설명한다. 푸는 그를 용서하고 포옹한다. 다음 날, 티거가 크리스토퍼에게 서류가방을 건네준 후, 크리스토퍼는 발표를 위해 100 에이커 숲을 서둘러 나간다.
푸는 티거가 크리스토퍼의 서류가방을 말리면서 서류들을 100 에이커 숲 선물로 바꾼 것을 발견하고 티거, 이요르, 피글렛을 데리고 문을 통해 서류를 돌려주러 간다. 매들린은 아버지가 자신을 기숙학교에 보내는 것을 말리려고 크리스토퍼의 그림에서 그들을 알아보고 런던행 기차에 합류한다. 에블린은 매들린이 쓴 쪽지를 발견하고 크리스토퍼가 선물을 발견할 때 그의 발표를 중단시키며 딸을 찾자고 제안한다. 매들린 일행은 상자 속에 숨어들지만, 티거, 이요르, 피글렛은 실수로 튕겨져 나와 그녀의 부모를 만난다. 푸와 매들린은 윈슬로 빌딩 근처에 도착하여 크리스토퍼와 다른 친구들과 재회하지만, 매들린은 계단에서 넘어져 서류 한 장을 제외하고 모두 잃어버린다. 크리스토퍼는 매들린에게 그녀가 너무 중요해서 보낼 수 없다고 확신시킨다.
매들린이 구한 서류를 사용하여 크리스토퍼는 일반 사람들에게 저렴한 가격으로 가방을 판매하여 수요를 늘리고 직원들에게 유급 휴가를 주는 새로운 계획을 즉흥적으로 세운다. 윈슬로 주니어는 이 아이디어를 일축하지만, 그의 아버지 자일스 윈슬로 시니어는 기꺼이 동의한다. 크리스토퍼는 주말 내내 골프만 치고 계획에 아무 기여도 하지 않은 윈슬로 주니어를 더욱 망신시킨다. 크리스토퍼는 마침내 가족과 네 친구를 100 에이커 숲으로 데려가 다른 친구들과 피크닉을 즐긴다.

## 출연진
- 이완 맥그리거 - 크리스토퍼 로빈 역
  - 오튼 오브라이언 - 크리스토퍼 로빈 아역
- 헤일리 앳웰 - 에블린 로빈 역 (크리스토퍼 로빈의 아내)
- 브론테 카마이클 - 매들린 로빈 역 (크리스토퍼 로빈의 딸)
- 케이티 카마이클 - 크리스토퍼 로빈의 어머니 역
- 트리스탄 스터록 - 크리스토퍼 로빈의 아버지 역
- 마크 게티스 - 자일스 윈슬로우 역
- 로저 애쉬톤 그리피스 - 랄프 버터워스 역
- 에드리언 스카보로 - 할 역
- 올리버 포드 데이비스 - 윈슬로우 회장 역
- 존 데이글리쉬 - 매튜 역

### 성우진
- 짐 커밍스 - 곰돌이 푸 역 / 티거 역
- 브래드 개릿 - 이요르 역
- 닉 모하메드 - 피글렛 역
- 피터 카팔디 - 토끼 역
- 소피 오코네도 - 캉가 역
- 사라 쉰 - 루 역
- 토비 존스 - 올빼미 역

## 한국판 성우진
- 엄상현 - 크리스토퍼 로빈
- 이윤선 - 곰돌이 푸
- 이지현 - 에블린 로빈
- 설영범 - 티거
- 탁원제 - 토끼
- 최재익 - 피글렛
- 이호인 - 이요르
- 이종구 - 올빼미
- 이연희 - 캉가
- 홍진욱 - 자일스 윈슬로우
- 김휘수 - 크리스토퍼 로빈 아역
- 최보배 - 매들린 로빈
- 최은후 - 루
- 오인성 - 세실
- 유동균 - 윈슬로우 회장
- 박노식
- 김현수
- 이슬
- 황창영
- 김채하
- 박상일 - 해설

## 우리말 연출
- 더빙 스튜디오 : STORM
- 믹싱 스튜디오 : The Walt Disney Company Studio - Burbank. California
- 음악 감독 : 박덕수
- 한국어 연출 : Disney Character Voices International,Inc.

## 제공
- 수입/배급 : 월트디즈니컴퍼니코리아 유한책임회사
- 제작 : 월트 디즈니 픽처스/2DUX²